# Archon (geslacht)
Archon is een geslacht van dagvlinders uit de familie Papilionidae

## Soorten
Archon kent de volgende soorten:
- Archon apollinaris (Staudinger, 1892)[3]
- Archon apollinus (Herbst, 1789) – Pijpbloemapollo[4]
- Archon bostanchii (de Freina & Naderi, 2004)[5]

## Waardplant
Archon-soorten hebben planten uit het geslacht Aristolochia als waardplant.